# Dinko Šimunović (glazbenik)
Dinko Šimunović (Sarajevo, 2. veljače 1970.), hrvatsko bosanskohercegovački glazbenik, jazz glazbenik, bas gitarist i kontrabasist

## Životopis
Rodio se u Sarajevu. Studirao je kontrabas kod prof. Tihomira Vidovića i prof. Josipa Novosela. Nastupao samostalno i s drugim glazbenicima iz BiH i inozemstva, kao što su Ladislav Fidri, Lee Harper, Matthew Callingham, Jerzy Glod, Ilse Riedler, Jim Mullen, Dezso Csaba, Barbara Hendricks, Duško Gojković, Sinan Alimanović, Ratko Divjak, Edin Bosnić, Petar Peco Petej, Mima Mitrović i mnogi drugi. Iz nastupa s drugim glazbenicima ostvario je mnogo diskografskih izdanja. Od 2017. godine surađuje s Muzičkom akademijom u Sarajevu na odsjecima Uvod u jazz i popularnu glazbu i jazz combo, pod vođstvom prof. Sinana Alimanovića. Stalni je član Big Band-a MP BHRT.
Član sarajevske supergrupe Don Guido i Misionari.